# Club Baloncesto Breogán
El Club Baloncesto Breogán es un equipo de baloncesto de la  ciudad de Lugo. Fue fundado en 1966 por los hermanos José Ramón, Víctor, Javier, Santiago y Juan Varela-Portas y Pardo. 
Actualmente, disputa la Liga Endesa, máxima categoría del baloncesto español, siendo el 12.º club con más temporadas en la élite del baloncesto español, con 28, y el equipo de Galicia con más campañas en la máxima categoría. A nivel europeo ha disputado en una ocasión la Copa Korać y en dos ocasiones la Liga de Campeones.

## Historia

### Orígenes y primeros ascensos
El baloncesto era un deporte muy seguido en la ciudad de Lugo. Se dice que, en la década de 1940, más de mil personas llegaron a presenciar partidos de baloncesto en campos de tierra. En el año 1964, se disputó en Lugo la Copa del Generalísimo de baloncesto en el viejo Pabellón Municipal de los Deportes de Lugo. Los hermanos Varela-Portas decidieron, en el año 1967, fundar un club en Lugo, aprovechando la afición existente al deporte de la canasta. Para ello, escogerían el nombre Breogán, personaje de la mitología celta, y los colores azul celeste y blanco, de la bandera de Galicia, en lo que era un claro guiño de galleguidad y arraigo en plena dictadura. Esto hizo que la población lucense se identificara rápidamente con el club, aún cuando en la década siguiente coexistió con otro equipo lucense, La Casera. El club empezó disputando sus encuentros en el Palacio Municipal de los Deportes de Lugo, situado en las cuestas del Parque Rosalía de Castro, cerca del casco histórico de la ciudad, y con capacidad para unos 2500 espectadores.
El Breogán tuvo un meteórico ascenso en el baloncesto español. En una primera época estuvo 4 temporadas en Primera División (de 1970-71 a 1973-74). En 1970 el Breogán debutaría en la denominada por entonces Primera División, bajo el nombre de Breogán Fontecelta, con victoria por 88-68 ante el Real Club Náutico de Tenerife. El Breogán finalizó la temporada 1970-71 en novena posición, manteniendo la categoría en la promoción de descenso contra el CD Vasconia, actual Baskonia. Destaca de la misma que el breoganista Alfredo Pérez fue el máximo anotador de la liga, hito que repetiría en la campaña 1972-73. Descendió en la temporada 1973-74 a la Segunda División, donde se proclamaría campeón (1974-75), y coexistió con el Club Baloncesto La Casera, que contaba con el apoyo de la marca de gaseosa homónima, y con jugadores como Bob Fullarton. A pesar de que La Casera contaba con más jugadores lucenses, la práctica totalidad de la afición del baloncesto lucense era seguidora del Breogán debido a la gran identificación que existía con el club. El Breogán finalizó en primera posición y consiguió regresar a la máxima categoría, mientras que La Casera (que no consiguió el ascenso), terminó 2.º. La Casera se disolvió al finalizar la temporada, y algunos jugadores como Tito Díaz, Suso Fernández o el propio Bob Fullarton pasarían posteriormente a jugar en la entidad breoganista, y La Casera se convertiría en patrocinador del club.
Vuelta a empezar (1975-1984)
Tras dos nuevas campañas en la Primera División, 1975-76 y 1976-77, desciende de nuevo a la Segunda División, donde jugaría en la campaña 1977-78. Tras ser inscrito en Provincial en la campaña 1978-79, no participando en la competición, con el objetivo de mantener la existencia del club, recibe la cesión de una plaza por parte del ATB en 3.ª División (4.ª categoría), e inicia su escalada de vuelta a la élite del baloncesto español. Asciende en la 1979-80 a Segunda División y, en la temporada 1983-84, consigue el ascenso a la Liga ACB para la temporada 1984-85, con jugadores como Suso Fernández, Manel Sánchez, Tito Díaz o Tomás Jiménez, que continuarían en la disciplina del Breogán. 
Los mejores años de la historia del club (1984-1986)
De vuelta a la máxima categoría, ahora Liga ACB, el Breogán Caixa Galicia consigue en la temporada 1984-85, la mejor clasificación de la historia del club, una sexta posición. Con cuatro jugadores provenientes del equipo que había logrado el ascenso, más la llegada de los americanos Jimmy Wright y Jimmy Allen (que tuvo que abandonar el equipo a mitad de temporada) y jugadores nacionales como Tato Abadía, los lucenses finalizaron la primera fase en tercera posición con un balance de 7-7, y la segunda fase, en la 7.ª posición del grupo A-1. En las eliminatorias por el título, los pupilos de José Antonio Figueroa, en su primera temporada como técnico del Breo, eliminaron en primera ronda de la eliminatoria al Clesa Ferrol por 2-0, pero no pudieron en los cuartos de final contra un FC Barcelona que venció a los gallegos por 2-0. Con el 7.º puesto final, el Breogán consiguió clasificarse a la Copa Korać para la temporada 1985-86, en lo que sería la primera participación en Europa de la historia del club.
En la 1985-86, con Pablo Casado como sustituto de José Antonio Figueroa, terminarían en 7.ª posición en el grupo A-1, superando al Bàsquet Manresa en la primera eliminatoria de play-off por 2-0 y cayendo en los cuartos de final ante el FC Barcelona nuevamente por 2-0. En la Copa Korać, el Breogán quedó encuadrado en un grupo muy difícil, con el Estrella Roja de Belgrado de la actual Serbia, el Pallacanestro Varese italiano, que ya había sido campeón de la Copa de Europa, y el Villeurbanne francés. El Breogán no consiguió ninguna victoria en los seis encuentros disputados, y finalizó en la última posición del grupo. Además, Jimmy Wright abandonaría el equipo tras varios problemas.
Oximesa y nuevo descenso (1986-87)
En la temporada 1986-87, el Breogán, con Art Housey o Rudy Woods (que sustituiría a Victor Anger) descendería a la Primera División B en una temporada con tintes muy polémicos. El 14 de febrero de 1987, el Leche Río Breogán recibía al Oximesa en el Palacio Municipal de los Deportes de Lugo en un duelo directo por la permanencia. El conjunto local, con 86-87 a favor de los granadinos en el marcador, vio como una falta recibida en los últimos segundos, que debió haber supuesto tiros libres, fue señalada como fuera de tiempo, perdiendo así el partido. Una multitud esperó a los árbitros a la salida, con varios incidentes, lo que causó una importante sanción, debiendo ir a disputar varios partidos al Palacio de los Deportes de Riazor de La Coruña. A pesar de que la afición apoyó de forma incondicional al equipo en su 'exilio', este cayó en el play-off de descenso ante el Espanyol. Aun así, Manel Sánchez recibiría la 'Bota de Oro' como máximo anotador nacional de la competición.

### Consolidación en ACB y mudanza al Pazo dos Deportes (1987-1994)
Tras la temporada 1987-88 en la 1.ª división B, regresó a la ACB. Finalizó la temporada 1988-89 en 21.ª posición de 24 equipos, tras ganar en la segunda eliminatoria de la eliminatoria de descenso al Valvi Girona, en una temporada donde se clasificó por primera vez para la fase final de la Copa del Rey, donde el Breogán fue apeado por el Club Joventut Badalona en Las Palmas de Gran Canaria. El año siguiente, el conjunto dirigido por Ricardo Hevia hizo lo propio ante el Coren Ourense, esta vez en la primera eliminatoria. En esta época, entre los jugadores más importantes del club figuraban, además del lucense Manel Sánchez, los americanos Ken Orange y George Singleton, además de Juan Miguel Alonso o José Manuel Cabezudo. Tras una temporada 1990-91 tranquila, en la que el Real Madrid es derrotado por los de Ricardo Hevia (81-67) por primera vez en la historia, gracias a un partidazo de Mike Giomi, en un equipo donde el americano Claude Riley fue un jugador muy destacado, los lucenses volvieron a recurrir a los play-off de descenso para lograr la permanencia en la 1991-92.
Al término de la temporada 1991-92, última antes de mudarse al Pazo dos Deportes, la directiva del club decide no renovar a Manel Sánchez, máximo anotador de la historia del Breogán, que fue sustituido por el croata Velimir Perasović, que llegó a Lugo tras proclamarse medalla de plata en los Juegos Olímpicos de Barcelona, cayendo en la final ante el 'Dream Team' estadounidense. A pesar de un nefasto inicio de temporada, el Breo reconduce la situación y logra la permanencia, con Perasović finalizando como máximo anotador de la ACB (24,5 puntos por partido) antes de marcharse al Taugrés. El Breogán consigue la salvación en la 1993-94 con Andreu Casadevall a los mandos, pero, en la 1994-95, un nuevo pésimo inicio condena a unos breoganistas que mejoraron en el tramo final de liga, pero cayeron por 3-2 en el play-off de descenso ante el Valvi Girona. 
Logra de nuevo el ascenso en 1999 y, tras siete temporadas consecutivas en la Liga ACB, descendió a la LEB ORO, en la que se mantuvo 12 años, hasta que el 13 de abril de 2018 recuperó su categoría en la Liga ACB, perdiéndola de nuevo al final de la temporada 2018-19. En la temporada 2020-2021 consigue el ascenso a la Liga ACB tras derrotar en la final al Covirán Granada por 2 victorias a 1.

### Campañas fuera de la élite (1995-99)
Después del descenso en 1995, los lucenses disputarían la entonces Liga EBA, pasando a la nueva LEB la campaña siguiente. En la 1996-97, el Caja Cantabria de Torrelavega sería el verdugo del Breogán en el play-off de ascenso, y, en la 1997-98, sería el Fuenlabrada quien apearía al Breo, comandado por un viejo conocido de la afición breoganista, Velimir Perasović. Una campaña después (1998-99), conseguiría Breogán el ascenso. Regresaron a la ACB tras derrotar al Caja Rural Melilla por 79-77 el 21 de mayo de 1999, gracias a dos tiros libres anotados por David Gil. El Breogán Universidade contaba una plantilla con jugadores como James Donaldson, Carlos Ruf, Iker Urreizti, Borja Pérez, Santi Abad y, especialmente, Kenny Green, dirigidos por Paco García.

### Siete temporadas en ACB (1999-2006)
En la 1999-00, con Devin Davis, José Miguel Antúnez, Sergio Luyk o César Sanmartín, y la llegada a mitad de temporada de Anthony Bonner, el equipo finalizó con un cómodo 15-19 en 13.ª posición, con victorias ante equipos como el Barcelona, Unicaja, TAU Cerámica o Pamesa Valencia. El club mantuvo a buena parte del bloque para la 2000-01, destacando las llegadas de Nikola Lončar y Nacho Biota, y también para la 2001-02, acabando ambas con un balance de 13-21. En la 2002-03, Andreu Casadevall volvió a sentarse en el banquillo del conjunto de la ciudad amurallada, y, con incorporaciones como Rubén Garcés, Javi Rodríguez, Joseph Gomis o Jorge Racca, encadenaron una espectacular racha de 8 victorias en los 10 últimos partidos. Solo una derrota en Manresa en la última jornada impidió al Breogán estar en los play-off por el título. El Breogán no solamente finalizó por encima del Real Madrid en la clasificación, sino que derrotó al conjunto blanco en los dos enfrentamientos disputados. A pesar de todo ello, los organizadores de la Copa ULEB decidieron invitar al Real Madrid y no al Leche Río Breogán, a quien le correspondía disputar competición europea por méritos deportivos.
La campaña 2003-04 vio al Leche Río Breogán conseguir una salvación sufrida, y, para la campaña 2004-05, Moncho López, por entonces seleccionador nacional de España, pasó a coger las riendas del equipo en sustitución de Andreu Casadevall. El fichaje estrella de aquel verano fue el escolta estadounidense Charlie Bell, que, con su anotación compulsiva y su espectacular estilo de juego, se convertiría en una de las grandes estrellas de la competición. Junto a él, llegaban Alfonso Reyes, Đuro Ostojić, Alfons Alzamora o Vladimir Petrović, entre otros. El equipo terminó 11.º, con Charlie Bell como máximo anotador de la liga, dejando auténticas exhibiciones ante el Real Madrid, el Pamesa Valencia en un partido memorable contra Igor Rakočević, o Forum Valladolid, al que endosó 41 puntos, su mayor anotación. También anotó 30 puntos en la victoria ante el Winthertur FC Barcelona de Juan Carlos Navarro y de Dejan Bodiroga, entre otros. Bell abandonaría el club rumbo a los Milwaukee Bucks de la NBA tras la que sería su única campaña en el baloncesto español. 
Finalmente, en la temporada 2005-06, a pesar de la llegada de Pete Mickeal, que fue en varias ocasiones MVP de la jornada, el club lucense descendería a LEB tras una derrota en la última jornada ante el Forum Valladolid por 84-74. Terminaría así de forma desastrosa una temporada que partía con unos objetivos ambiciosos y en la que incluso lograron tres victorias en los primeros cuatro encuentros. Aparte de Mickael, Đuro Ostojić o Alfonso Reyes, el Breogán contaba con jugadores como Nebojša Bogavac, Marco Carraretto o Joe McNaull.

### Doce años en la LEB (2006-2018)
A pesar de haber mantenido a varios jugadores de ACB para la campaña 2006-07, como Alfonso Reyes, el Breogán cuajó una mala temporada, quedando incluso fuera de los play-off por el ascenso. Mejor sería una 2007-08 donde ganarían la Copa Príncipe en Zaragoza gracias a una canasta ganadora de Zach Morley, bajo las órdenes de Paco García, en su segunda etapa en el club. Ese curso, el Leche Río Breogán caería en la Final Four por el ascenso disputada en Cáceres en 2008 ante el Bruesa GBC dirigido por Pablo Laso, a pesar de la buena actuación de Maurice Jeffers y Daniel Kickert. No volvería a tener una oportunidad así el club lucense para ascender en bastante tiempo.
En la 2008-09, dirigidos por Sergio Valdeolmillos y con Brian Cusworth, Alberto Corbacho o Dani López, caerían en las eliminatorias por el ascenso ante el CB Villa de los Barrios dirigido por Moncho Fernández, entrenador asistente con el que el Breogán descendió en 2006, que solicitó un tiempo muerto con el partido ya ganado que suscitó la ira de la afición breoganista, ya descontenta con él por su etapa en el club. El verdugo en la 2009-10 sería el Vive Menorca, en una temporada donde los lucenses tuvieron bajas sensibles, pero, además de mantener a Alberto Corbacho, contaban con Jeff Adrien, Eric Coleman, Betinho o Nacho Ordín. 
Ese verano, Raúl López abandona la presidencia de la entidad, negando los rumores de que pasaría a ser máximo dirigente del Obradoiro CAB, que, tras un proceso judicial, había saltado de las divisiones inferiores a la ACB la campaña anterior, y, tras su descenso, coincidiría por primera vez en casi 30 años con el Breogán en una categoría. Los rumores tornaron ciertos, y Raúl López dio el salto a la presidencia del Obradoiro en octubre de 2010. Este hecho marcaría el inicio de la rivalidad moderna entre Breogán y Obradoiro, así como una etapa de gran incertidumbre en todos los ámbitos para la entidad, que estuvo en serio riesgo de desaparición. Precisamente el Blu:sens Monbus fue quien eliminó al Breogán en los play-off en una temporada en la que, en el plano deportivo, destacó James Feldeine. Julio González, abogado lucense, tomaría la presidencia en sustitución de Antón Bao en 2011. Otra eliminación contundente tuvo lugar en la 2011-12 a manos de un Vive Menorca que contaba con un Óliver Arteaga que había abandonado la disciplina breoganista después de garantizar su continuidad en la que sería la segunda y última temporada de Feldeine como jugador del club. 
La temporada 2012-13 vería al Breogán terminar en 4.ª posición en liga regular, la mejor desde la 2007-08, con Pepe Rodríguez a los mandos y una plantilla con Dani Rodríguez, Roenald Schaftenaar, Gintaras Leonavicius, Michael Diouf o Sean Ogirri, pero los celestes cayeron por 3-2 en la serie de cuartos de final de play-off ante el Cáceres Ciudad del Baloncesto en lo que fue un nuevo revés para los aficionados. Tras esta campaña, en mayo Julio González fue sustituido por Antón Veiga en la presidencia, y toma especial fuerza un movimiento social de la afición conocido como 'Breoganismo en loita' con el objetivo de salvar al club, que tuvo uno de sus momentos álgidos en la manifestación llevada a cabo en un Pleno de la Diputación Provincial de Lugo por el proceso de venta de las acciones del club que la misma poseía. Deportivamente hablando, el Club Baloncesto Tizona deja al Breogán sin opciones de ascenso en las semifinales de la eliminatoria de la 2013-14, tras haber eliminado los de Lisardo Gómez, técnico lucense que había sustituido a Pepe Rodríguez, al Peñas Huesca. 
Para la temporada 2014-15, Lisardo Gómez siguió al frente del club, y se apostó por la vuelta de Dani López como director de juego, acompañado del veterano Sergio Sánchez y jugadores como Álex Llorca, Osvaldas Matulionis, Mamadou Samb, Kevin Van Wijk o Álex López, además del lucense Adrián Chapela y de los incorporados a media temporada Gary McGhee y Chris Mortellaro. En esta temporada, el Breo consiguió no solo buenos resultados, sino transmitir una ilusión a la afición que resultó en que el Pazo dos Deportes presentase cada vez una mayor asistencia. El equipo finalizó la primera vuelta en segunda posición, clasificándose para una Copa Princesa que perdería ante el Quesos Cerrato Palencia, y acabando la liga regular en 3.ª posición. En la primera eliminatoria, el Breogán apearía al Palencia por 2-1 en el tercer partido de la serie ante un Pazo dos Deportes prácticamente lleno, y al Club Baloncesto Valladolid en semifinales por 3-1, para citarse en la final contra el Club Ourense Baloncesto. El Breogán tuvo la oportunidad de cerrar la serie en el cuarto partido de la eliminatoria, pero finalmente sucumbió y perdió la serie por 2-3 tras caer en el último encuentro ante el conjunto orensano en el Pazo Paco Paz, en el que más de un millar de breoganistas acompañaron al equipo. A pesar del triste final, la temporada sirvió como un gran impulso, con muchos nuevos aficionados y otros que regresaron años después. Empezaría así una etapa de gran ilusión en la masa social del club.
En la temporada 2015-16, un problema de salud apartaba a Lisardo Gómez del banquillo en una campaña irregular. Lisardo fue sustituido por su ayudante, Quique Fraga, y el conjunto celeste sucumbió ante el Basquet Coruña en los play-off de ascenso a pesar de contar con las llegadas de Jeff Xavier y Pep Ortega a mitad de temporada.
Con Suso Lázare asumiendo la presidencia de la entidad en 2016, se produjo la llegada de Natxo Lezkano como técnico y una enorme renovación en la plantilla, destacando las llegadas de Salva Arco, el lucense Sergi Quintela y, a mitad de temporada, la del pívot estadounidense Matt Stainbrook. El buen juego desplegado durante la campaña no fue suficiente, y, en los play-off, el San Pablo Burgos batiría a los lucenses por un 3-0.
Con las bases de la campaña anterior, el Breogán hizo buenas incorporaciones en el verano de 2017, como Emir Sulejmanović, Ricardo Úriz, Guille Rubio, Christian Díaz, el sueco Johan Löfberg o los brasileños Leonardo Demétrio y Danilo Fuzaro. El 3 de febrero de 2018, el Cafés Candelas Breogán batiría al ICL Manresa en el Pazo dos Deportes, conquistando su primera Copa Princesa desde 2008, y, el 13 de abril de 2018, también en el Pazo dos Deportes, sellaría su regreso a la Liga ACB doce años después ganando al Sammic Hostelería por 93-89, acabando así con un doblete la 2017-18.

### Efímera etapa en ACB (2018-19)
Manteniendo a Natxo Lezkano como técnico para la 2018-19, primera campaña del club en ACB desde la 2005-06, al capitán Salva Arco y a Emir Sulejmanović, Christian Díaz, Johan Löfberg o Ricardo Úriz, el Breogán apuesta por las llegadas de Volodymyr Gerun, Aleksandar Cvetković o Lucio Redivo, y, en especial, por la de Henk Norel (en el quinteto ideal de la Liga Endesa la campaña anterior y que llegaba con la rodilla maltrecha) y el veterano americano Tarence Kinsey. Estas dos últimas llegadas resultaron un fracaso que el Breogán iría trampeando durante los primeros meses con la incorporación temporal de Jerome Jordan, llegando a final de la primera vuelta con seis victorias, además de haber ganado la Copa Galicia por primera vez desde el año 2009. Destacó aquí una racha de cuatro victorias seguidas, una de ellas ante el Real Madrid, vigente campeón de Euroliga y Liga Endesa en ese momento. Elijah Millsap sustituyó a Kinsey, siendo también un fracaso y acabando cortado tras una debacle de los gallegos ante el San Sebastián Gipuzkoa Basket Club, que también terminaría descendiendo. Ese partido supuso el relevo en el banquillo de Natxo Lezkano, sustituido por Tito Díaz. La llegada de Ray McCallum revitalizó al equipo, consiguiendo victorias ante Divina Seguros Joventut o Unicaja, pero terminó por perder la categoría en la penúltima jornada tras caer como visitante ante el Morabanc Andorra.

### Paso por LEB y regreso a la máxima categoría (2019-21)
Meses después del descenso, Suso Lázare deja la presidencia, que pasa a ocupar el notario lucense José Antonio Caneda. La empresa Río de Galicia, máxima accionista del club, pasa a dar nombre al equipo años después, entrando su máxima representante, Carmen Lence, en el consejo de administración del mismo. Tito Díaz se convierte en director general, y llega al banquillo el burgalés Diego Epifanio. La temporada 2019-20 transcurre negativamente hasta la finalización de la misma por la pandemia, con el Breogán fuera incluso de los puestos de play-off en varios momentos, después de no haber acertado con la mayoría de incorporaciones. En la temporada 2020-2021, sin público en los comienzos por el COVID, construye un equipo de garantías, con Salva Arco como capitán, los lucenses Sergi Quintela y Erik Quintela, de vuelta muchos años después, Iván Cruz en su segunda etapa en el club, y el danés Kevin Larsen como gran estrella, entre otros. El Breogán domina con puño de hierro la primera fase, y se impone en la final de la Copa Princesa al HLA Alicante en la prórroga. La segunda parte de la temporada transcurriría con muchas más dificultades, perdiendo el liderato de la fase regular y llegando con ciertas dudas a los play-off. En la primera eliminatoria, derrotarían al Palma Air Europa por 2-1, resultado que se repetiría ante un HLA Alicante que puso a los lucenses en serios aprietos en las semifinales. A pesar de afrontar la final por el ascenso ante el Covirán Granada con desventaja de campo, y de caer de manera contundente en Granada en el primer partido, los lucenses sacaron una victoria sufrida en el Pazo dos Deportes para forzar el tercer partido. El 20 de junio de 2021 el Breogán, tras muchos partidos sin ganar fuera de casa, venció el definitivo por un contundente 57-83, regresando así a la Liga ACB.

### Vuelta a la ACB (2021-)
Temporada histórica en la vuelta a la ACB (2021-22)
La primera decisión del Consejo de Administración tras el ascenso fue prescindir de Diego Epifanio, entrenador que había conseguido el ascenso, siendo reemplazado por el valenciano Paco Olmos, que había estado alejado del baloncesto español durante bastantes años. El Breogán colaboró activamente con el agente serbio Miško Ražnatovićy su agencia BeoBasket, y fruto de ello llegó el fichaje estrella del club lucense, el alero bosnio Džanan Musa, tras no cuajar en la NBA y tener muy pocos minutos en el Anadolu Efes turco. Este fichaje causó toda una sorpresa por el elevado caché del jugador, pero se hizo oficial el 21 de julio de 2021. Además, llegaron por medio de BeoBasket el base canadiense Trae Bell-Haynes, los pívots Rašid Mahalbašić y Jordan Sakho, y el ala-pívot Marko Luković. A ello se sumó el fichaje del escolta estadounidense Tyler Kalinoski, que resultó todo un acierto, y la continuidad de Sergi Quintela, Erik Quintela, Iván Cruz, Mindaugas Kačinas, Adam Sollazzo y Kevin Larsen, abandonando estos dos últimos la disciplina del club pocos meses después del comienzo de la temporada. Causó baja el hasta entonces capitán Salva Arco, que colgaba las zapatillas y pasaba a trabajar en la estructura del club.
En agosto, el Breogán se impuso en la final de la Copa Galicia al Monbus Obradoiro en Ferrol, y, en septiembre, comenzó la Liga ACB con una contundente victoria ante el Lenovo Tenerife, uno de los equipos punteros de la competición. El Breogán sería líder de la liga en las dos primeras jornadas, tras imponerse también, ahora como visitante, al Hereda San Pablo Burgos, cayendo en la tercera jornada de forma ajustada ante el FC Barcelona en la Ciudad Condal. Los lucenses consiguieron victorias de mucho mérito, con un Džanan Musa estelar, como ante el Valencia Basket en la Fonteta de Sant Lluís. Pocos días después, el 10 de enero de 2022, el técnico Paco Olmos abandona el club de forma unilateral para marcharse al Hereda San Pablo Burgos, que marchaba en puestos de descenso, alegando contar con un mejor proyecto que el del Río Breogán. Olmos terminaría descendiendo con el Burgos y siendo despedido menos de un año después de su marcha de Lugo. Con Javier Muñoz como entrenador interino, los lucenses conseguirían la clasificación a la Copa del Rey por primera vez desde la temporada 1988-89 al imponerse en el Pazo dos Deportes al Bitci Baskonia, equipo de Euroliga, por 89-83. A pesar de una dura derrota en el Multiusos Fontes do Sar ante el Monbus Obradoiro, finalizaron séptimos la primera vuelta. El croata Veljko Mršić fue contratado como nuevo entrenador, y el equipo siguió mostrando una gran versión a pesar de los contratiempos que tuvieron en la segunda vuelta. Vencerían de nuevo al Valencia Basketcon 47 tantos de valoración de Džanan Musa antes de partir hacia Granada para disputar los cuartos de final de la Copa del Rey, en la que cayeron de forma ajustada ante el Real Madrid. Consiguieron vencer partidos importantes, como el derbi gallego de la segunda vuelta, y ganaron además al Hereda San Pablo Burgos en el regreso de Paco Olmos al Pazo dos Deportes, donde fue recibido por la afición con una sonora pitada. Solamente las lesiones de Džanan Musa, operado en la tráquea tras un choque con Juampi Vaulet en una victoria ante el BAXI Manresa en el Pazo dos Deportes y la lesión de Trae Bell-Haynes privaron al Río Breogán de alcanzar los puestos de play-off. Finalizaron la temporada con un balance de 16-18, en 11.ª posición, a tan solo una victoria de haber disputado las eliminatorias por el título, tras ganar al Unicaja en el último partido de liga, que supuso el regreso de Džanan Musa tras la operación, y su último partido con la camiseta celeste. A pesar de no haber conseguido entrar en play-off, el Breogán se clasificaría a la ronda previa de la Basketball Champions League para la temporada 2022-23.
Džanan Musa recibiría el premio de MVP de la ACB de la temporada 2021-22 el 15 de mayo de 2022 en un acto celebrado en la Praza de Santa María de Lugo, siendo el primer jugador en recibir dicho galardón siendo jugador del Breogán. El bosnio promedió 23,1 créditos de valoración y fue máximo anotador de la competición, lo que le valió fichar por el Real Madrid ese verano.
Nueva clasificación europea (2022-23)
El verano de 2022 se presentaba como todo un reto para el Breogán. Después de su excelente temporada, solamente Marko Luković, Sergi Quintela y Erik Quintela continuaron en la plantilla. Džanan Musa fichó por el Real Madrid y tampoco les fue posible retener a Tyler Kalinoski, que acabaría en Unicaja Málaga y a Trae Bell-Haynes, que ficharía por el KK Budućnost Podgorica, que disputa Eurocup. Rašid Mahalbašić fichó por el Hereda San Pablo Burgos de LEB Oro, reuniéndose así con Paco Olmos y con el exentrenador ayudante Oriol Comas y Mindaugas Kačinas. Nikola Jankovićpartiría al KK FMP, Iván Cruz al Lenovo Tenerife, Jordan Sakho al UCAM Murcia y Agustín Ubal regresaría al FC Barcelona finalizada su cesión.
Veljko Mršić apostó por un bloque de jugadores balcánicos, como Toni Nakić, Nemanja Nenadić y Stefan Momirov, además del pívot estadounidense Ethan Happ y el escolta Scott Bamforth como referentes del equipo. También aterrizó el joven alemán Justus Hollatz, así como los internacionales españoles Sergi García y Víctor Arteaga y el pívot austríaco Luka Brajkovic. Jonathan Kasibabu abandonaría el equipo en los primeros meses tras apenas haber contado. 
El Breogán consiguió de nuevo la Copa Galicia tras vencer al Club Ourense Baloncesto en semifinales y al Monbus Obradoiro en la final en el Palacio de los Deportes Paco Paz de Orense. El 21 de septiembre de 2022, en su regreso a competición europea por segunda vez y primera desde la temporada 1985-86, los lucenses caerían en el Aleksandar Nikolić Hall de Belgradoante el KK FMP en la fase previa de la Basketball Champions League. A pesar de ello, arrancaron bien la Liga ACB, con una solvente primera vuelta en la que fueron especialmente fuertes en sus partidos como visitante, y vencieron el derbi ante el Monbus Obradoiro en el Pazo dos Deportes, acabando la primera vuelta con ocho victorias. La segunda vuelta del conjunto lucense fue más irregular, a pesar de que lograron vencer nuevamente al Monbus Obradoiro en Santiago de Compostela, ganando así todos los derbis de la temporada, y ante el Real Madrid en el Pazo dos Deportes por un abultado 96-72. Una victoria fuera de casa ante el Valencia Basket en la última jornada permitió a los breoganistas finalizar la temporada regular en décima posición, con un balance de 14 victorias y 20 derrotas, y obteniendo su clasificación para la fase de grupos de la Basketball Champions League para la temporada 2023-24. Durante la segunda vuelta, se anunció la renovación de Veljko Mršić como entrenador para la próxima temporada.

#### Salvación in extremis (2023-24)
El 18 de octubre de 2023, el Breogán consiguió la primera victoria de su historia en competición europea al imponerse por 68-48 al Bursaspor Info Yatirim en el Pazo dos Deportesen la primera jornada de la BCL. El mal inicio de temporada del club en la Liga ACB y los continuos problemas de lesiones propiciaron primero el fichaje temporal de Justin Anderson, y, una vez finalizado su contrato, del escolta Ben McLemore, que disputó 556 partidos en la NBA. En diciembre, el club gallego marcó un nuevo hito en su historia europea, pasando de ronda por primera vez tras imponerse al actual campeón de la BCL, Telekom Baskets Bonn, en la prórroga, para pasar al 'play-in' de la competición, contra el Pinar Karsiyaka turco. A pesar de los numerosos problemas surgidos a lo largo de la temporada, como las marchas de Žan Mark Šiško, Dimitrios Agravanis, Justin Anderson, Conner Frankamp o Rob Gray, y las lesiones de Toni Nakić, Sergi García o Mouhamet Diouf, una racha de tres victorias seguidas ante Covirán Granada,Lenovo Tenerife y Morabanc Andorra propició que el 10 de mayo de 2024, ganando al conjunto andorrano, el club lucense garantizase su participación en la Liga Endesa por cuarta temporada consecutiva, liderado en las últimas jornadas por grandes actuaciones de Anthony Polite y el recién llegado Justin Robinson. Se prepara así el club lucense para su participación número 28 en la máxima categoría, en la que competirá con otro club gallego, el Leyma Basquet Coruña, tras el descenso del Monbus Obradoiro.

#### Temporada actual (2024-25)
Tras un convulso inicio de temporada, después de un verano en el que destacó la marcha de Sergi Quintela al máximo rival, Monbus Obradoiro, y se incorporaron jugadores de caché, como los americanos Darrun Hilliard y Charlie Moore, el Breo realizó un muy mal comienzo de temporada, y una derrota por 19 puntos en casa ante Covirán Granada propició la destitución del técnico Veljko Mršić, a pesar de haber ganado al FC Barcelona un par de semanas atrás. Fue sustituido por Luis Casimiro, que debutó con victoria en el Gran Canaria Arena, en el que también fue el primer encuentro del croata Dominik Mavra con el club. La lesión de Charlie Moore propició la incorporación del rookie Dae Dae Grant, que se convirtió en pieza clave de un equipo que realizó una segunda parte de campaña brillante, imponiéndose a equipos como Unicaja o Baskonia, y certificando holgadamente su permanencia el 3 de mayo de 2025, a cuatro jornadas del final de la Liga ACB 2024-25 tras vencer como visitante al BAXI Manresa. La temporada 2025-26 será la 29ª del club lucense en la máxima categoría del baloncesto español.

## Pabellón y afición
Desde su fundación hasta el año 1992, el Club Baloncesto Breogán disputó sus encuentros en el Palacio Municipal de los Deportes de Lugo. En 1992, se inauguró el actual Pazo dos Deportes en un torneo con Real Madrid, Maccabi Tel Aviv, Club Baloncesto León y Breogán.
Según la Liga ACB, el pabellón tiene capacidad para 5310 espectadores, aunque en algunos partidos el aforo fue superior a los 7000 espectadores.
En el año 2022, el artista Diego As realizó un Grafiti en la fachada del Fondo Estadio del recinto inspirado en elementos simbólicos del club, como el Rey Breogán.
El Breogán contó en la temporada 2024-25 con 5037 abonados, llegando al límite máximo con una amplia lista de espera, siendo uno de los clubes de la Liga Endesa con mayor porcentaje de asistencia al pabellón. En la actualidad, el club cuenta con siete peñas: Peña Breogán (1991), Embreogados BL (2008), Fogar de Breogán (2015), Breoñáns (2018), Peña Breoganista de Almansa, (2024) Breoganas (2024), Herdeiras do Minho (2024) y Breo 370 Rábade (2024). Mención honorífica para el grupo de animación ya extinto llamado Boinas e Zocas, la primera peña oficial del club.
Además, tanto jugadores y exjugadores del club, como aficionados de otros equipos y prensa nacional e internacional, han catalogado a la Marea celeste (nombre con el que se denomina comúnmente a la afición del club) como una de las mejores aficiones del baloncesto español, tanto por fidelidad como por el gran ambiente que se respira en el pabellón, así como en los desplazamientos del equipo. 
En 2023 la revista Gigantes del basket, una de las publicaciones sobre baloncesto más importantes de España, otorgó a la afición del Río Breogán el Premio Gigante a la mejor afición de la temporada 2022-23, por el que se nombraba a la afición breoganista la mejor del baloncesto español mediante votación popular. 
Maximus, la mascota del club, ha sido proclamada ganadora del Baile de Mascotas de la ACB en tres ocasiones: 2019, 2022 y 2023, logrando también el subcampeonato en 2024.

## La Vieja Música
El conjunto lucense es una parte importante de la película de La vieja música,obra del director y guionista español Mario Camus, quien fue galardonado en los Premios Goya con el Goya Honorífico de 2011 (el 25 aniversario de este galardón).
Dicho filme fue rodado en la ciudad de Lugo, y la trama enlaza diversos elementos relacionados con el deporte. Durante el transcurso de la historia, aparecerán múltiples planos del Palacio Municipal de los Deportes de Lugo (antiguo pabellón del Breogán) y de diferentes jugadores del equipo en aquella época, como es el caso de Jimmy Wright y de Tito Díaz.

## Palmarés
- Liga Española de Baloncesto: 3
  - 1998-99, 2017-18, 2020-21.

- Liga de Segunda División: 1
  - 1974-75.

- Copa Princesa de Asturias: 3
  - 2008, 2018, 2021.

- Segunda División, grupo 1: 2
  - 1968-69, 1969-70.

- Liga EBA, grupo norte: 1
  - 1994-95.

- Copa Galicia: 15
  - 1986, 1987, 1998, 2000, 2002, 2003, 2004, 2005, 2007, 2008, 2009, 2018, 2021, 2022, 2024.

## Trayectoria
| Temporada | Nivel | División       | Pos. | G-P     | Copa del Rey     | Otras copas   | Otras copas | Competiciones europeas | Competiciones europeas | Competiciones europeas |
| --------- | ----- | -------------- | ---- | ------- | ---------------- | ------------- | ----------- | ---------------------- | ---------------------- | ---------------------- |
| 1967–68   | 3     | 3.ª División   | 1.º  | –       | Octavos de final |               |             |                        |                        |                        |
| 1968–69   | 2     | 2.ª División   | 1.º  | 15–0-6  | Octavos de final |               |             |                        |                        |                        |
| 1969–70   | 2     | 2.ª División   | 1.º  | 17–0-3  | Octavos de final |               |             |                        |                        |                        |
| 1970–71   | 1     | 1.ª División   | 9.º  | 9–0-15  | Octavos de final |               |             |                        |                        |                        |
| 1971–72   | 1     | 1.ª División   | 11.º | 5–1–18  |                  |               |             |                        |                        |                        |
| 1972–73   | 1     | 1.ª División   | 13.º | 12–1–19 | Octavos de final |               |             |                        |                        |                        |
| 1973–74   | 1     | 1.ª División   | 15.º | 6–0-22  |                  |               |             |                        |                        |                        |
| 1974–75   | 2     | 2.ª División   | 1.º  | 29–0-3  |                  |               |             |                        |                        |                        |
| 1975–76   | 1     | 1.ª División   | 10.º | 14–0-18 |                  |               |             |                        |                        |                        |
| 1976–77   | 1     | 1.ª División   | 12.º | 2–0-20  | Primera ronda    |               |             |                        |                        |                        |
| 1977–78   | 2     | 2.ª División   | 9.º  | 13–2–15 |                  |               |             |                        |                        |                        |
| 1978–79   |       | (no participa) |      |         |                  |               |             |                        |                        |                        |
| 1979–80   | 4     | 3.ª División   | 1.º  |         |                  |               |             |                        |                        |                        |
| 1980–81   | 3     | 2.ª División   | 6.º  | 12–0-10 |                  |               |             |                        |                        |                        |
| 1981–82   | 3     | 2.ª División   |      |         |                  |               |             |                        |                        |                        |
| 1982–83   | 3     | 2.ª División   | 3.º  |         |                  |               |             |                        |                        |                        |
| 1983–84   | 2     | 1.ª División B | 2.º  | 18–8    |                  |               |             |                        |                        |                        |
| 1984–85   | 1     | Liga ACB       | 6.º  | 12–20   |                  | Copa Príncipe | R3          |                        |                        |                        |
| 1985–86   | 1     | Liga ACB       | 7.º  | 11–21   |                  | Copa Príncipe | QF          | 3 Korać Cup            | FG                     | 0–6                    |
| 1986–87   | 1     | Liga ACB       | 15.º | 13–19   |                  | Copa Príncipe | SF          |                        |                        |                        |
| 1987–88   | 2     | 1.ª División B | 5.º  | 29–15   |                  |               |             |                        |                        |                        |
| 1988–89   | 1     | Liga ACB       | 21.º | 20–25   | 1.ª ronda        |               |             |                        |                        |                        |
| 1989–90   | 1     | Liga ACB       | 17.º | 22–18   | Cuartos de final |               |             |                        |                        |                        |
| 1990–91   | 1     | Liga ACB       | 16.º | 17–23   | 1.ª ronda        |               |             |                        |                        |                        |
| 1991–92   | 1     | Liga ACB       | 20.º | 15–22   | 1.ª ronda        |               |             |                        |                        |                        |
| 1992–93   | 1     | Liga ACB       | 17.º | 12–19   | 3.ª ronda        |               |             |                        |                        |                        |
| 1993–94   | 1     | Liga ACB       | 16.º | 10–20   | 3.ª ronda        |               |             |                        |                        |                        |
| 1994–95   | 1     | Liga ACB       | 20.º | 12–31   | 1.ª ronda        |               |             |                        |                        |                        |
| 1995–96   | 2     | Liga EBA       | 1.º  | 27–9    |                  |               |             |                        |                        |                        |
| 1996–97   | 2     | LEB            | 3.º  | 22–13   |                  | Copa Príncipe | 4.º         |                        |                        |                        |
| 1997–98   | 2     | LEB            | 3.º  | 19–12   |                  | Copa Príncipe | QF          |                        |                        |                        |
| 1998–99   | 2     | LEB            | 1.º  | 26–10   |                  | Copa Príncipe | QF          |                        |                        |                        |
| 1999–00   | 1     | Liga ACB       | 13.º | 15–19   |                  |               |             |                        |                        |                        |
| 2000–01   | 1     | Liga ACB       | 11.º | 13–21   |                  |               |             |                        |                        |                        |
| 2001–02   | 1     | Liga ACB       | 13.º | 13–21   |                  |               |             |                        |                        |                        |
| 2002–03   | 1     | Liga ACB       | 9.º  | 17–17   |                  |               |             |                        |                        |                        |
| 2003–04   | 1     | Liga ACB       | 15.º | 14–20   |                  |               |             |                        |                        |                        |
| 2004–05   | 1     | Liga ACB       | 11.º | 13–21   |                  |               |             |                        |                        |                        |
| 2005–06   | 1     | Liga ACB       | 18.º | 11–23   |                  |               |             |                        |                        |                        |
| 2006–07   | 2     | LEB            | 9.º  | 17–17   |                  |               |             |                        |                        |                        |
| 2007–08   | 2     | LEB Oro        | 4.º  | 26–11   |                  | Copa Príncipe | C           |                        |                        |                        |
| 2008–09   | 2     | LEB Oro        | 6.º  | 23–13   |                  |               |             |                        |                        |                        |
| 2009–10   | 2     | LEB Oro        | 8.º  | 20–18   |                  |               |             |                        |                        |                        |
| 2010–11   | 2     | LEB Oro        | 5.º  | 21–20   |                  |               |             |                        |                        |                        |
| 2011–12   | 2     | LEB Oro        | 8.º  | 20–18   |                  |               |             |                        |                        |                        |
| 2012–13   | 2     | LEB Oro        | 6.º  | 16–15   |                  |               |             |                        |                        |                        |
| 2013–14   | 2     | LEB Oro        | 4.º  | 20–12   |                  |               |             |                        |                        |                        |
| 2014–15   | 2     | LEB Oro        | 3.º  | 27–13   |                  | Copa Príncipe | RU          |                        |                        |                        |
| 2015–16   | 2     | LEB Oro        | 7.º  | 19–16   |                  |               |             |                        |                        |                        |
| 2016–17   | 2     | LEB Oro        | 4.º  | 27–15   |                  |               |             |                        |                        |                        |
| 2017–18   | 2     | LEB Oro        | 1.º  | 28–6    |                  | Copa Princesa | C           |                        |                        |                        |
| 2018–19   | 1     | Liga ACB       | 18.º | 9–25    |                  |               |             |                        |                        |                        |
| 2019–20   | 2     | LEB Oro        | 8.º  | 15–9    |                  |               |             |                        |                        |                        |
| 2020–21   | 2     | LEB Oro        | 2.º  | 26–8    |                  | Copa Princesa | C           |                        |                        |                        |
| 2021-22   | 1     | Liga ACB       | 11.º | 16-18   | Cuartos de final |               |             |                        |                        |                        |
| 2022-23   | 1     | Liga ACB       | 10.º | 14-20   |                  |               |             | 3 BCL                  | RP                     | 0-1                    |
| 2023-24   | 1     | Liga ACB       | 16.º | 11-23   |                  |               |             | 3 BCL                  | PI                     | 4-5                    |
| 2024-25   | 1     | Liga ACB       | 13.º | 13–21   |                  |               |             |                        |                        |                        |

## Jugadores

### Jugadores históricos del club
| - Tito Díaz - Javi Rodríguez - Manel Sánchez - Sergi Quintela - Erik Quintela - Justus Hollatz - Jorge Racca - Juan Fernández - Sabahudin Bilalović - Džanan Musa - Trae Bell-Haynes - Velimir Perasović - Toni Nakić - Santi Abad - Alfonso Albert - Juanmi Alonso - Alfons Alzamora - José Miguel Antúnez - Salva Arco - Nacho Biota - Manel Bosch - José Manuel Cabezudo - Óscar Cervantes - Alberto Corbacho | - Sergi García - Juanfra Garrido - Carlos Gil - Ricardo González - Sergio Luyk - Alfonso Martínez - Jacobo Odriozola - Nacho Ordín - Óscar Peña - Alfredo Pérez - Alfonso Reyes - Guille Rubio - Joaquín Ruiz Lorente - Carlos Ruf - Antonio Sacedo - César Sanmartín - Ángel Serrano - Josep Maria Soler - Ricardo Úriz - Albert Ventura - Sergi Vidal - Jeff Adrien - Jeff Allen - Scott Bamforth | - Tanoka Beard - Charlie Bell - Anthony Bonner - Devin Davis - Malik Dixon - James Donaldson - Greg Foster - Bob Fullarton - Kenny Green - Claude Gregory - Ethan Happ - Darrun Hilliard - Art Housey - Tyler Kalinoski - Winfred King - Tharon Mayes - Ray McCallum - Pete Mickeal - Ken Orange - Justin Anderson - Justin Robinson - Sam Pellom - Claude Riley - George Singleton - Linton Townes | - Harper Williams - Jimmy Wright - Joseph Gomis - Dimitrios Agravanis - Marco Carraretto - Andrea Pecile - Mouhamet Diouf - Matas Jogėla - Nebojša Bogavac - Đuro Ostojić - Torgeir Bryn - Rubén Garcés - Daniel Clark - James Feldeine - Jordan Sakho - Tadija Dragićević - Nikola Lončar - Marko Luković - Stefan Momirov - Vladimir Petrović - Anthony Polite |

### Premios individuales
| MVP de la ACB - Džanan Musa – 2022 Mejor quinteto de la ACB - Charlie Bell – 2005 - Džanan Musa – 2022 Mejor quinteto joven de la ACB - Justus Hollatz – 2023 - Juan Fernández – 2024 Máximo anotador de la ACB - Alfredo Pérez – 1971 (27,1) - Alfredo Pérez – 1973 (23,2) - Bob Fullarton – 1976 (30,3) - Velimir Perasović – 1993 (24,5) - Charlie Bell – 2005 (27,0) - Džanan Musa – 2022 (20,1) Máximo reboteador de la ACB - Ethan Happ – 2023 (7,9) Concurso de triples de la ACB - Jacobo Odriozola – 2002 - Nebojša Bogavac – 2005 Jugador del mes de la ACB - Velimir Perasović – 1993 (1) - César Sanmartín – 2002 (1) - Javi Rodríguez – 2003 (2) - Charlie Bell – 2005 (3) - Pete Mickeal – 2006 (3) - Džanan Musa – 2022 (2) - Ethan Happ – 2023 (1) | MVP de la jornada de la ACB - Claude Riley – 1993 (1) - Velimir Perasović – 1993 (1) - Sabahudin Bilalović – 1994 (1) - Tharon Mayes – 1995 (1) - César Sanmartín – 2000 (2) - José Miguel Antúnez – 2000 (1) - Devin Davis – 2001 (2) - José Miguel Antúnez – 2001 (2) - Nacho Biota – 2001 (1) - Bobby Martin – 2002 (2) - Jacobo Odriozola – 2002 (1) - César Sanmartín – 2002 (1) - Javi Rodríguez – 2003 (3) - Charlie Bell – 2005 (3) - Pete Mickeal – 2006 (6) - Volodymyr Gerun – 2019 (1) - Džanan Musa – 2022 (5) - Ethan Happ – 2023 (1) - Nemanja Nenadić – 2023 (1) - Jordan Sakho – 2025 (1) |